# Timber Creek Campground Comfort Station No. 245
La Timber Creek Campground Comfort Station No. 245 est un bâtiment abritant des toilettes publiques dans le comté de Grand, dans le Colorado, aux États-Unis. Située au sein du parc national de Rocky Mountain, elle est elle-même inscrite au Registre national des lieux historiques depuis le 29 janvier 1988.